# 映画 プリキュアスーパースターズ!
『映画 プリキュアスーパースターズ!』（えいが プリキュアスーパースターズ）は、2018年3月17日に公開されたアニメ映画。
キャッチコピーは「すべてはあの日の“約束”を守るため!!」「この春、12人のスーパーパワーが奇跡をおこす!」。

## 概要
プリキュアシリーズのクロスオーバー作品としては10作目で、また同シリーズの映画作品としては通算24作品目に当たる。2017年10月28日公開の『映画 キラキラ☆プリキュアアラモード パリッと!想い出のミルフィーユ!』上映後の特報で制作が発表された。
前作の『映画 プリキュアドリームスターズ!』と同様に、本作品では共演作を当時最新作である『HUGっと!プリキュア』・『キラキラ☆プリキュアアラモード』・『魔法つかいプリキュア!』という現役・前作・前々作の3作品に絞っており、登場するプリキュアの総数も12人に留まっている。
ゲスト声優として、悪役の怪物・ウソバーッカと正体不明の邪悪な存在・闇の鬼火役には俳優の北村一輝、キーキャラクターの不思議な少年・クローバー役には俳優および声優の小野賢章が起用されている。
本作品でも「ミラクルライト」による鑑賞者参加システムが踏襲されており、「ミラクルクローバーライト」が中学生以下の子供に配布される。また、「プロローグでのミラクルライトの解説」では『アラモード』のペコリンといちご山の長老が担当する。
上映後には、2018年10月27日公開のシリーズ15周年記念作品となる『HUGっと!プリキュア』とシリーズ第1作『ふたりはプリキュア』とのコラボレーション作品『映画 HUGっと!プリキュア♡ふたりはプリキュア』が特報で発表され、同年6月17日に『映画 HUGっと!プリキュア♡ふたりはプリキュア オールスターズメモリーズ』に正式決定したことが発表された。

### 興行成績等
2018年2月3日に発売を開始した前売券は、発売初日2日間の累計販売枚数が60,997枚（親子ペア、小人、大人の3券種の合計販売枚数）を記録し、前年の『映画 プリキュアドリームスターズ!』と比較して201.3%、これまでシリーズ最高だった『映画 ふたりはプリキュア Max Heart』（2005年4月公開、43,194枚）を大幅に上回る、シリーズ歴代24作品で第1位の販売枚数となった。直近3作品のプリキュアが共演する、幅広い世代の子供たちが楽しめる作品である点が売り上げ好調の要因となっている。
2018年3月17・18日の公開初日2日間では、全国214スクリーンで20万2750人を動員し、興収2億2623万6600円を記録、映画観客動員ランキング（興行通信社調べ）で初登場第4位を記録した。これは前年比143.5%、歴代作品でもこれまで最高だった『映画 プリキュアオールスターズDX2 希望の光☆レインボージュエルを守れ!』（2010年3月公開、土日2日間2億2223万3200円）を8年ぶりに上回る歴代第1位の初週記録となる。ぴあによる初日満足度ランキングでも満足度91.4を獲得し、第3位に入っている。最終興収は8億4000万円。

## ストーリー
ある日、世界を嘘だらけにする怪物・ウソバーッカが突然現れて大暴れし、はな（キュアエール）の仲間であるさあや（キュアアンジュ）とほまれ（キュアエトワール）がさらわれてしまう。『キラキラ☆プリキュアアラモード』と『魔法つかいプリキュア!』の世界も狙われていることを知って、はなは戦いに身を投じていく。その時、幼いころに不思議な少年・クローバーと約束を果たせなかったことを思い出す。

## 登場キャラクター
登場キャラクターの基本情報は各作品の項目を参照。本節ではオリジナルキャラクターなどを除き、主に本作品での立ち位置を示す。

### HUGっと!プリキュア
同作品からの登場人物は以下の5名のみ。
プリキュア
野乃 はな（のの　はな） / キュアエール
声 - 引坂理絵
薬師寺 さあや（やくしじ　さあや） / キュアアンジュ
声 - 本泉莉奈
輝木 ほまれ（かがやき　ほまれ） / キュアエトワール
声 - 小倉唯
妖精
はぐたん
声 - 多田このみ
ハリハム・ハリー
声 - 野田順子（妖精体）、福島潤（人間体）

### キラキラ☆プリキュアアラモード
プリキュア
変身前ではキラキラパティスリーの制服姿で登場。序盤のウソバーッカ戦では合体技でダメージを与えるもののウソによるだまし討ちにより敗北する。終盤ではアラモードスタイルに変化する。
宇佐美 いちか（うさみ いちか） / キュアホイップ
声 - 美山加恋
有栖川 ひまり（ありすがわ ひまり） / キュアカスタード
声 - 福原遥
立神 あおい（たてがみ あおい） / キュアジェラート
声 - 村中知
琴爪 ゆかり（ことづめ ゆかり） / キュアマカロン
声 - 藤田咲
剣城 あきら（けんじょう あきら） / キュアショコラ
声 - 森なな子
キラ星 シエル（キラほし シエル） /  キュアパルフェ
声 - 水瀬いのり
クロスオーバー作品へは本作品が初登場となる。作中では人間の姿としてのみの登場だが、公式サイトやパンフレットでは正体である妖精のキラリンについても言及されている。
妖精
ペコリン
声 - かないみか
本作品では妖精の姿としてのみ登場。

### 魔法つかいプリキュア!
プリキュア
変身前では魔法学校の制服姿で登場。また、ダイヤスタイルだけでなく、サファイアスタイルと魔法つかいプリキュアオーバーザレインボー（アレキサンドライトスタイル）にも変身する。ウソバーッカに対してはそれぞれの必殺技が通用しないなど、他のチームに比べるとやや戦闘力で劣る部分が見られた。
朝日奈 みらい（あさひな みらい） / キュアミラクル
声 - 高橋李依
十六夜 リコ（いざよい リコ） / キュアマジカル
声 - 堀江由衣
花海 ことは（はなみ ことは） / キュアフェリーチェ
声 - 早見沙織
ぬいぐるみ
モフルン
声 - 齋藤彩夏

### 本作品のオリジナルキャラクター
クローバー
声 - 小野賢章
本作品のキーキャラクターである、不思議な世界に住む少年。緑色の髪に色白の肌が特徴で、葉っぱのような緑色の衣装を着用している。一人称は「ボク」。
元々彼が住んでいた世界はクローバーが咲き乱れる緑豊かな場所だったが、今では草花や木々は枯れ果て、雪に覆われた色のない世界と化している。
昔アイルランドのダブリンを家族旅行で訪れていた幼少期のはなに出会っており、その時「外に出てしまうと消えてしまうが、それでも外の世界に行きたい」という自分の願いを明かし、それを聞いたはなが「外の世界に連れて行ってあげる」と約束し、一旦別れることになる。しかし、はなが異世界への扉を再び見つけられずに再会と約束を果たせなかったことから深く傷つき、闇の鬼火にそそのかされる形で「ウソバーッカ」という怪物へと変貌した経緯をもつ。
物語中盤にて、時の扉から再びやってきたはなと再会を果たし、彼女の謝罪と約束を果たす意思を受け入れ、はなとともに外の世界へと踏みだす決意を固める。その後は、もう1人の自身にあたるウソバーッカの消滅とともに、闇の鬼火から自分が騙されていたことを知らせれる。
物語終盤では、最終形態と化した闇の鬼火に対し、自らの力を使ってプリキュアたちに再び力を与えて戦えるように支援する。プリキュアたちが闇の鬼火を倒した後、これまで長く付き添ってくれた闇の鬼火を許すとともに、彼とこれからも共に過ごすことを誓い、最後ははなと再び約束の指切りを交わしながら光となって消滅した。なお、クローバーが消滅した土地には、1つのクローバーの植物が生えていた。

### 本作品の敵
ウソバーッカ
声 - 北村一輝
本作品における事件の首謀者である怪物。黒色の駒のような姿に細長い手足が特徴。一人称は「オレ」で、会話をする際には語尾に「ウソ」と付ける。
世界をウソだらけにしようと目論み、その目的の邪魔となるプリキュアを始末するため、プリキュアたちの前に出現する。
基本的には幼稚な口調で振る舞うが、目的のためなら平然と悪事を行う凶暴で破壊的な本性をもち、ウソ泣きなどの演技をして相手を惑わせる姑息な一面をもつ。
その正体は「闇の鬼火」に憑りつかれたクローバー本人。その昔、はなに約束を破られたと誤解していたところに闇の鬼火から「約束を破ったはなに復讐しろ」と唆され続けてきたことで、現在のような他人を一切信用しない人物へと変貌した経緯をもつ。同時に、闇の鬼火の能力によってウソバーッカの姿へと変貌する。
ウソをモチーフにした攻撃能力を宿しており、手を槍状に変え自由自在に操り相手を突き飛ばす「ウソ突き」、大量の涙で相手を飲みこむ「ウソ泣き」、相手の必殺技を無効化する「イツワリ」「ウソ出の小槌」、複数の光線を放つ「ウソ八百」、大量の泡を吐き出して相手を包み込みながら体内の空間に取り込む「ウソブク」などの多彩な技でプリキュアたちを次々に倒す。また、長距離での移動の際には召喚した緑色の扉を使用する。
物語序盤ではなたちの前に出現し、「ウソ突き」で彼女たちの変身アイテムである「プリハート」を石化した後、さらにさあやとほまれを連れ去る。続いて『キラキラ☆プリキュアアラモード』の前にも出現し、彼女たちの合体技に耐え、「ウソ泣き」で変身アイテムである「スイーツパクト」を石化した後、いちかを除くメンバーを連れ去ることに成功する。
物語中盤では魔法界に出現し、その世界にいた『魔法つかいプリキュア』との戦闘となり、キュアフェリーチェのエメラルドリンカネーションを「ウソ出の小槌」で無効化、続いてキュアミラクルとキュアマジカルのサファイアサマーティッシュ、フェリーチェのピンクトルマリンをも押し返し、街を石化させる。また、はながウソバーッカの正体に気づき始めるとともに、自らその正体を明かす。その後、「ウソ突き」でみらいたちを攻撃し変身解除、変身アイテムである「リンクルストーン」や「リンクルスマホン」も石化し、リコとことはを連れ去り、逃げ出すはなたちも捕まえようと追いかけるが、彼女たちが所有していた「ミラクルクローバーライト」の力で逃げられる。
はなたちが六角形の塔にたどり着いたときに再度出現し、自らの力によって世界を石化させると同時に、人々の心にある闇の力を吸い取ってさらに巨大化する。しかし、はながクローバーを外の世界に連れ出すことに成功した影響で、自身の本来の姿であるクローバーに力を吸収され、闇の鬼火のみの姿へと変わっていった。
闇の鬼火（やみのおにび）
声 - 北村一輝
本作品における事件の黒幕。クローバーの周囲に憑りついている正体不明の邪悪な存在。鬼の仮面が付いた青黒色のエネルギー体の姿が特徴。一人称は「オレ」。
長らく色のない世界で一人過ごしていたクローバーの周囲にいたが、実は闇の力を収集するという目的を密かにもち、クローバーを利用することで自分の目的を果たそうとする。上述の通り、はなが約束を果たしてくれなかったと誤解したクローバーをそそのかし、ウソバーッカの姿へと変貌させた張本人でもある。
物語終盤にて、クローバーを見限る形で巨大な最終形態へと変貌し、その圧倒的な闇の力で彼女たちを窮地に追いこむ。しかし、「ミラクルクローバーライト」の応援の力や、クローバーの力を受け取り変身できるようになったプリキュアたちによって逆転され、結果的には彼女たちの合体技である「プリキュア・クローバーフォーメーション」を受けて浄化される。
プリキュアに浄化されたあとは小さな姿になり、再び抵抗しようとするが、長らく一緒にいてくれた、そしてこれからも一緒にいようとするクローバーの姿を見て沈静化する。その後、自らを応援してくれるはなに抱かれながら涙を流すとともに金色の姿となり、最後はクローバーとともに光となって消えていった。
最終形態
ウソバーッカがクローバーに吸収されたことで、闇の鬼火が見せた邪悪な姿。周囲の大地などをまとわりつかせることで赤黒色をした巨大な体格へと変貌する。
戦闘能力は格段に上がり、強大な闇の力でプリキュアたちを圧倒する能力を手に入れる。

### 3作品の登場キャラクター
いずれもクロスオーバー映画では初登場。
魔法つかいプリキュア!
カタツムリニア
声 - 小林桂子
ナシマホウ界（人間界）と魔法界を行き来するために用いられる列車。ウソバーッカの襲撃を受け、魔法界から脱出する際に用いられる。
その他の魔法学校の生徒たち
ウソバーッカの襲撃を受け、学校へと避難した。
キラキラ☆プリキュアアラモード
いちご山の長老
声 - 水島裕
いちかたちの協力者で、ペコリンとキラリン（シエル）が住むいちご山の老人。冒頭のミラクルライトの説明役として人間体で登場するほか、エンディングでも姿を見せる。
なお、『アラモード』テレビシリーズの最終回で足のある本来の肉体が戻り、本作品以降のクロスオーバー映画ではその姿で登場している。
HUGっと!プリキュア
野乃 森太郎（のの しんたろう）
野乃 すみれ（のの すみれ）
野乃 ことり（のの ことり）
いずれもはなの幼少期の回想シーンで登場。

## 作品用語
ミラクルクローバーライト
本作品におけるミラクルライト。本作品のキーパーソン・クローバーに因み、先端に緑色のクローバーを象った蛍光部があしらわれている。
物語序盤で花畑を訪れた際にはぐたんが光を掴んだときに出現する。以降基本的にはぐたんがライトを振って使う。
作中ではカタツムリニアで魔法界から逃げ出す際、ウソバーッカによって破壊された線路の代わりに新たな線路を出現させるために用いられ、これによって辛くも危地を乗り切っている。また六角形の塔を探す際には、想いの力を強めるためにも使われている。
クライマックスでは残りの歴代プリキュアの妖精たちがライトを振るい、プリキュアたちを応援することで彼女たちに力を与えた。
発光させる時のセリフは、メインとなる『HUGっと!』の主人公・野乃はなに因み、「フレー! フレー! プリキュア!」。
六角形の塔
6面の扉を持つ不思議な塔。古い路地を歩いていると突然現れるとされ、6つの扉の中には過去の時代に遡ることができる「時の扉」もあることを、魔法学校の授業で習っていたとみらいが作中で言及している。またはなはクローバーから、強く思い願うことで塔が出現するとも聞かされていた。
家族旅行でアイルランドを訪れていたはなが、両親を探すためダブリンの古い路地を走っていた際に突如として塔が出現。そこにあったクローバーの扉を開けたことで、彼のいる異世界へと至り、邂逅を果たすことになる。
魔法界から元の世界に戻った後、再び古い路地を通った先に塔が出現、はなが時の扉を通ることで、かつて出会った頃のクローバーと再会を果たすことになる。

### 合体技
プリキュア・クローバーフォーメーション
ミラクルクローバーライトの力を得たプリキュアたち（『魔法つかい』と『プリキュアアラモード』はそれぞれスーパープリキュア状態）が手を繋ぎ、破らない約束を誓い合い、力を込めたことで使う合体技。クローバーの文様から闇の鬼火めがけて光を発射し、鬼火を浄化する。

## スタッフ
- 製作 - 高木勝裕、村松秀信、西出将之、垰義孝、野田孝寛、中山晴喜、木下直哉
- 企画 - 田中瑠佳、梅田和沙
- 企画協力 - 板井昭浩、高橋知子、矢﨑史、内藤圭祐、神木優、鷲尾天
- 原作 - 東堂いづみ（講談社「なかよし」連載）
- 監督 - 池田洋子
- 脚本 - 米村正二
- 演出 - 鎌谷悠
- 絵コンテ - 池田洋子、鎌谷悠、志田直俊
- オリジナルキャラクターデザイン - 宮本絵美子、井野真理恵、川村敏江
- キャラクターデザイン・総作画監督 - 香川久
- 作画監督 - 爲我井克美、小松こずえ
- 作画監督補佐 - 高橋晃、山岡直子、大西亮
- 美術監督 - 渡辺佳人
- CGプロデューサー - 横尾裕次
- CGディレクター - 高橋友彦、海老沢大生
- 異空間デザイン - 保科淳
- 音楽 - 林ゆうき
- 音楽協力 - マーベラス、ライトソング音楽出版、東映アニメーション音楽出版、レジェンドア、レガートミュージック、ポップホリック
- 音楽プロデューサー - 堤健一郎、小宮彩、鎌田佳代子
- 編集 - 麻生芳弘
- 録音 - 川崎公敬
- 選曲 - 水野さやか
- 記録 - 橋口舞子
- 音響効果 - 石野貴久（ちゅらサウンド）
- キャスティング - 松山守美
- 音響製作 - タバック
- 録音スタジオ - 東映デジタルセンター
- 撮影監督 - 五十嵐慎一
- 色彩設計 - 竹澤聡
- 製作担当 - 額賀康彦
- 制作 - 映画 プリキュアスーパースターズ!製作委員会（東映アニメーション、東映、ABCアニメーション、バンダイ、アサツー ディ・ケイ、マーベラス、木下グループ）
- 配給 - 東映

## 主題歌
オープニングテーマ「明日笑顔になぁれ!」
作詞 - 青木久美子 / 作曲・編曲 - 高木洋 / 歌 - 北川理恵
エンディングテーマ「七色の世界」
作詞・作曲 - アツミサオリ / 編曲 - 菊谷知樹 / 歌 - 宮本佳那子

## 関連商品
- CD『「映画プリキュアスーパースターズ!」主題歌シングル』（マーベラス/ソニー・ミュージックマーケティング、2018年3月14日発売、MJSS-09217）
- CD『映画 プリキュアスーパースターズ! オリジナル・サウンドトラック』（マーベラス/ソニー・ミュージックマーケティング、2018年3月14日発売、MJSA-01229、詳細は後述）
- DVD/BD『映画 プリキュアスーパースターズ!』（マーベラス/ポニーキャニオン、2018年7月11日発売）
  - DVD特装版（PCBX-51777）/DVD通常版（PCBX-51778）/Blu-ray特装版（PCXX-50145）
  - 日本語字幕付、名場面ブロマイド10枚セットを同梱。特装版はピクチャーレーベル仕様、映像特典としてノンテロップOP/ED、初日舞台挨拶ダイジェスト映像、TVスポット&予告集、設定資料ギャラリーを収録、スペシャルブックレットを同梱。

### オリジナルサウンドトラック
2018年3月14日に発売された本作品のサウンドトラック。劇中で使われる林ゆうき（一部楽曲は高木洋による）によるBGMと主題歌の映画サイズバージョンを収録している。
1. 明日笑顔になぁれ!（映画サイズ）
2. ウソバーッカ出現
3. 約束だウソ
4. 闇の扉
5. はぐたんを救え
6. キラキラパティスリー
7. ウソバーッカ来襲
8. キラキラキラルン♪キラキラル♪
9. 呑みこまれるプリキュア
10. 苦い記憶
11. 泡の中で
12. 魔法界へようこそ
作曲：高木洋
13. ウソバーッカ対魔法つかい
作曲：高木洋
14. 嘘の罪
15. 脱出!カタツムリニア
16. クローバーとの約束
17. いちごメロンパン
作曲：高木洋
18. 時の扉を探して
19. クローバーに会いたい
20. 誘惑の炎
21. 扉をあけて
22. 闇の鬼火
23. 私たちはプリキュアだもん
24. 未来の希望へ
25. 変身!プリキュアスーパースターズ
メドレー編集：林ゆうき
26. 戦うプリキュアスーパースターズ
メドレー編集：林ゆうき
27. 最強の闇
28. 応援する気持ち
29. 輝く希望の星
30. 笑顔の約束
31. 七色の世界（映画サイズ）

## ネット配信
- YouTube「プリキュア公式YouTubeチャンネル」にて、2020年5月8日18:00から同年5月15日17:59までの期間限定で、本作品の無料配信が行われた（『映画 プリキュアドリームスターズ!』『映画 キラキラ☆プリキュアアラモード パリッと!想い出のミルフィーユ!』と同時配信）。